# Eriococcus serratilobis
Eriococcus serratilobis är en insektsart. Eriococcus serratilobis ingår i släktet Eriococcus och familjen filtsköldlöss.

## Underarter
Arten delas in i följande underarter:
- E. s. prominens
- E. s. serratilobis